# Las caras de la luna
Las caras de la luna es una película del 2001, dirigida por Guita Schyfter y protagonizada por Carola Reyna.

## Argumento
Cinco mujeres de distintos países se reúnen en México para participar en el jurado del III Festival de Cine Latinoamericano de Mujeres. En seis días vertiginosos comparten sus experiencias, sus fantasmas y sus expectativas. En las revelaciones de unas a otras va apareciendo la historia reciente de Latinoamérica y desgranándose la historia personal de cada una.

## Reparto
- Carola Reyna: Shosh Balsher
- Geraldine Chaplin: Joan Turner
- Ana Torrent: Maruja Céspedes
- Carmen Montejo: Mariana Toscano
- Diana Bracho: Magdalena Hoyos
- Haydeé de Lev: Julia
- Nora Velázquez: Anita